# Letteratura ispanoamericana
La letteratura ispanoamericana è una categoria della letteratura latinoamericana che comprende le opere di autori dell'America Ispanica.

## Storia

### Origini

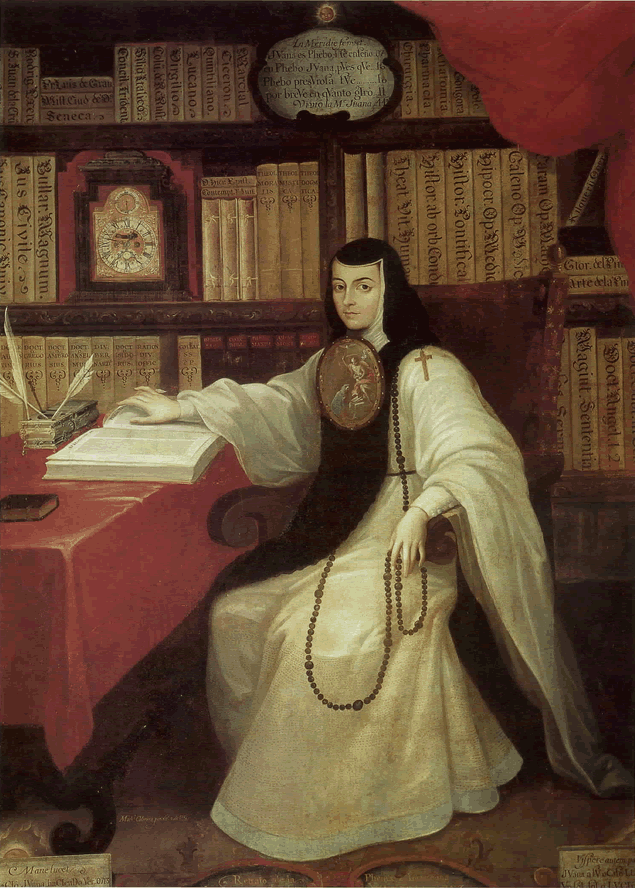
Suor Juana Inés de la Cruz

Già i primi conquistadores produssero cronache e racconti scritti delle loro esperienze. Un esempio sono le lettere
e il Diario di bordo di Cristoforo Colombo (1451-1506) o la descrizione della conquista del Messico di Bernal Díaz del Castillo (1492-1584) nella Historia Verdadera de la Conquista de la Nueva España. Alcuni autori, legati ai Re spagnoli, giustificavano la conquista, come Hernán Cortés (1485-1547) con la sua Cartas de relación o Gonzalo Fernández de Oviedo (1476-1557) con la Historia general y natural de las Indias y Tierra Firme del mar Océano. A volte queste opere erano in relazione con gli aspri dibattiti sulla condizione degli indigeni e sui problemi etici della colonizzazione, come nell'opera di Bartolomé de Las Casas (1484-1566), Brevísima relación de la destrucción de las Indias, in cui si denunciavano la crudeltà e le ingiustizie della conquista.

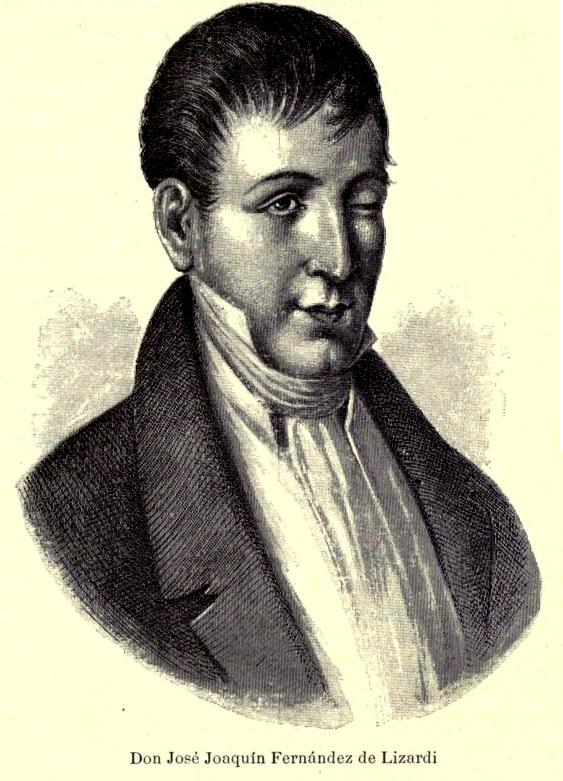
José Joaquín Fernández de Lizardi

L'autore che viene considerato il primo scrittore americano è Garcilaso de la Vega (1539-1616), figlio di un conquistador e di una principessa Inca; con il capolavoro i Commentari reali degli Inca si situò tra due mondi e ne divenne l'interprete.
Durante il periodo coloniale, la cultura fu spesso nelle mani della Chiesa. All'interno di questo contesto, nel secolo del barocco, si svilupparono l'opera poetica e filosofica di Suor Juana Inés de la Cruz (1648-1695) e quella storico-scientifica di Carlos de Sigüenza y Góngora (1645–1700).
Fra la fine del XVIII secolo e l'inizio del XIX, emerse un'autonoma tradizione di scrittura, legata al movimento di lotta per l'indipendenza, ben esemplificata dal primo romanzo ispanoamericano El Periquillo Sarniento (Il pappagallino rognoso, 1816), scritto da José Joaquín Fernández de Lizardi (1776-1827), dal poema Rusticatio Mexicana (1781) di Rafael Landívar, uno dei primi esempi di poesia peculiarmente americana, scritta con una sensibilità americana, dalla poesia La victoria de Junín-Canto a Bolívar (1825) di José Joaquín de Olmedo (1780–1847) e dai poemi patriottici di Juan Cruz Varela (1794–1839).
Gli stessi libertadores spesso si cimentarono nella scrittura, come fecero Simón Bolivar (1783-1830) e, con migliori risultati, il neoclassico Andrés Bello (1781-1865).

### Il XIX secolo

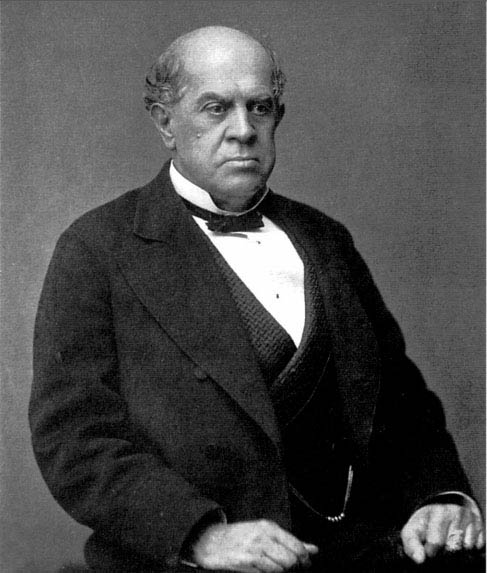
Domingo Faustino Sarmiento

La letteratura del XIX secolo variò tra Romanticismo, con i suoi elementi peculiari di una profonda attenzione al popolo, alla storia, alla tradizione, alla natura del Paese, e Naturalismo, caratterizzato dalle tematiche urbane, dei contadini, degli immigrati, del ceto medio, della conflittualità delle classi; contemporaneamente si rafforzarono e si stabilirono precise identità nazionali, oltreché i movimenti nazionalistici. Spesso il dibattito letterario si concentrava sul problema dei rapporti fra civiltà e natura (o barbarie), tra civiltà e oppressione, come negli esempi di María del colombiano Jorge Isaac o Cumandá (1879) dell'ecuadoriano Juan León Mera (1832-1894), di Facundo (1845) dell'argentino Domingo Faustino Sarmiento (1811-1888), opera di denuncia della dittatura di Juan Manuel de Rosas (1793-1877); Sarmiento ricercò, durante la sua carriera letteraria, una maggiore libertà espressiva e linguistica. Mera e Ignacio Manuel Altamirano (1834–1893) diffusero il mito del buon selvaggio e definirono buoni gli indios.
A Cuba il poeta pre-romantico José María Heredia (1803-1839) fu il precursore del suo connazionale più famoso: José Martí (1853-1895), che rivalutò le civiltà precolombiane e raggiunse un sincretismo linguistico modernista.
Domingo del Monte (1804—1853) e Cirilo Villaverde (1812–1894) approfondirono il tema delle ingiustizie sociali e delle bellezze creole.

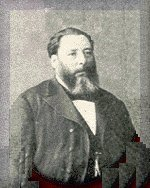
José Hernández

In Argentina, a Buenos Aires, nacque nel 1837, grazie all'iniziativa di Marcos Sastre, il Salòn literario, animato da autori come Esteban Echeverría (1805-1851) e Juan Marìa Gutiérrez (1809-1878), con l'intento di proporre una letteratura non solamente imitativa di quella europea; a Città del Messico nel 1839 fu fondata la Academia de Letrán, mentre a Santiago del Cile nel 1842 la Sociedad Literaria. Il dibattito letterario incluse anche tematiche politiche, storiche, sociali e pedagogiche.
Emerse in quel periodo il poema epico gauchesco Martín Fierro (1872) dell'argentino José Hernández (1834-1886). È la storia di un povero gaucho che viene arruolato per combattere una guerra di frontiera contro gli indios, e che ebbe un sorprendente successo di pubblico.
Anche Bartolomé Hidalgo (1788–1822) e Bartolomé Mitre (1821–1906) si dedicarono con successo alla poesia gauchesca.
Il Realismo e il Naturalismo ampliarono la geografia, i personaggi e gli argomenti letterari. Alberto Blest Gana (1830–1920) denunciò i privilegi sociali, Clorinda Matto de Turner (1852–1909) narrò i vizi e le virtù del popolo, Manuel González Prada (1848–1918) quelli degli indios, Tomás Carrasquilla (1858–1940) si soffermò sul linguaggio popolare e Eugenio Cambaceres (1843–1888) sull'immigrazione.
Tra gli autori più apprezzati di questo periodo, annoveriamo il messicano Manuel María Flores (1840-1885), di impronta romantica, che con l'opera Pasionarias raggiunse uno dei livelli più alti nella poesia, e il drammaturgo uruguaiano Florencio Sánchez (1875–1910), che è considerato il vero iniziatore del teatro moderno dell'America meridionale.

### Il modernismo

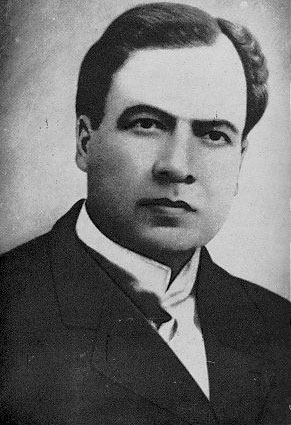
Rubén Dario

A partire dal tardo XIX secolo, nella letteratura latinoamericana, emerse un movimento modernista, che avviò un rinnovamento radicale nel linguaggio poetico e della metrica, e il cui testo fondamentale è considerato Azul (1888) del poeta nicaraguense Rubén Darío (1867-1916).
Tra i precursori del movimento, nella fase di transizione dal romanticismo al modernismo, si possono citare il poeta messicano Salvador Díaz Mirón (1853–1928) e lo scrittore messicano Manuel Gutiérrez Nájera (1859–1895), fondatore della Revista Azul.
Questo fu il primo movimento letterario latinoamericano ad avere qualche influenza fuori dalla regione culturale d'origine e fu anche il primo movimento realmente latinoamericano, visto che le differenze nazionali cominciavano a non costituire più un problema; per esempio José Martí, un patriota cubano, visse in Messico e scrisse per i giornali argentini. Nel 1900 l'uruguayano José Enrique Rodó (1871-1917) scrisse l'opera-manifesto che favorì il risveglio culturale di tutta la regione rivendicandone la "latinità": Ariel. Discepoli di Darío possono essere considerati il messicano Amado Nervo (1870-1919), che in un secondo tempo si avvicinò all'Espressionismo, il boliviano Ricardo Jaimes Freyre (1868-1933), che fondò assieme a Darío la Revista de América (1894), e soprattutto l'argentino Leopoldo Lugones (1874-1938), di rara erudizione linguistica.

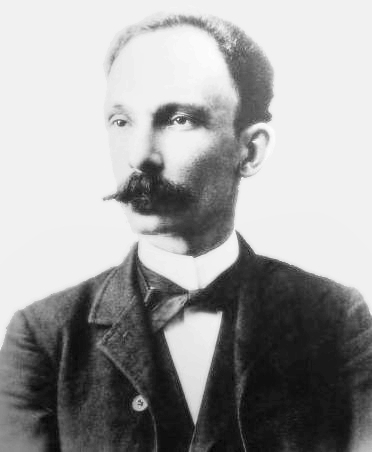
Il poeta cubano José Martí

Autore-chiave della vanguardia poetica è il peruviano César Vallejo (1892-1938), che scrisse Los Heraldos Negros nel 1918, trattando la sofferenza universale degli esseri umani e Trilce nel 1922, il cui stile esprime un rinnovamento radicale nella poesia di lingua castigliana a partire dal primo dopoguerra che lo avvicinerà all'ultraismo e al creazionismo.
Anche se il modernismo in se stesso è visto spesso come un movimento estetizzante e antipolitico, alcuni suoi esponenti, e tra essi Martì e i peruviani Manuel González Prada e José Carlos Mariátegui (1894-1930), si distinsero per un'aspra critica nei confronti della società contemporanea e dell'ordine sociale, specialmente per quel che riguardava il trattamento delle popolazioni indigene. Negli anni venti si sviluppò un movimento cosiddetto di «indigenismo», cioè dedicato a rappresentare la cultura degli indigeni e le ingiustizie che questi avevano subito a causa della colonizzazione. Parte di questo movimento sono, per esempio, il peruviano José María Arguedas (1911-1969) e la messicana Rosario Castellanos (1925-1974).

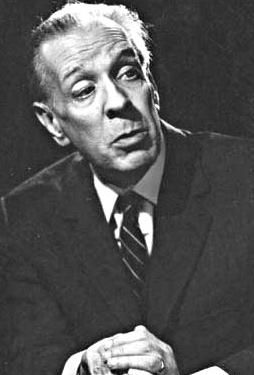
Jorge Luis Borges nel 1976

Il poeta e storico messicano Alfonso Reyes (1889-1959), caratterizzato dal suo universalismo, è stato un autore di riferimento per due generazioni, da Borges (1899-1986) a Octavio Paz (1914-1998).
L'argentino Jorge Luis Borges, negli anni venti, inventò quello che è quasi un altro genere rispetto al modernismo, fatto di corti racconti filosofici e allegorici, pieno di erudizione e senso dell'umorismo, quasi un'anticipazione della narrativa post-moderna. Ben presto Borges diventò il più importante e più conosciuto scrittore latinoamericano. Nello stesso periodo Roberto Arlt (1900-1942) creò uno stile molto differente, più vicino alla cultura di massa e alla letteratura popolare, riflettendo i fenomeni di urbanizzazione e di immigrazione dall'Europa che stavano cambiando la società del Cono Sud. Anche Ricardo Güiraldes (1886–1927) incentrò le sue opere sulle insidie del materialismo e del cosmopolitismo.

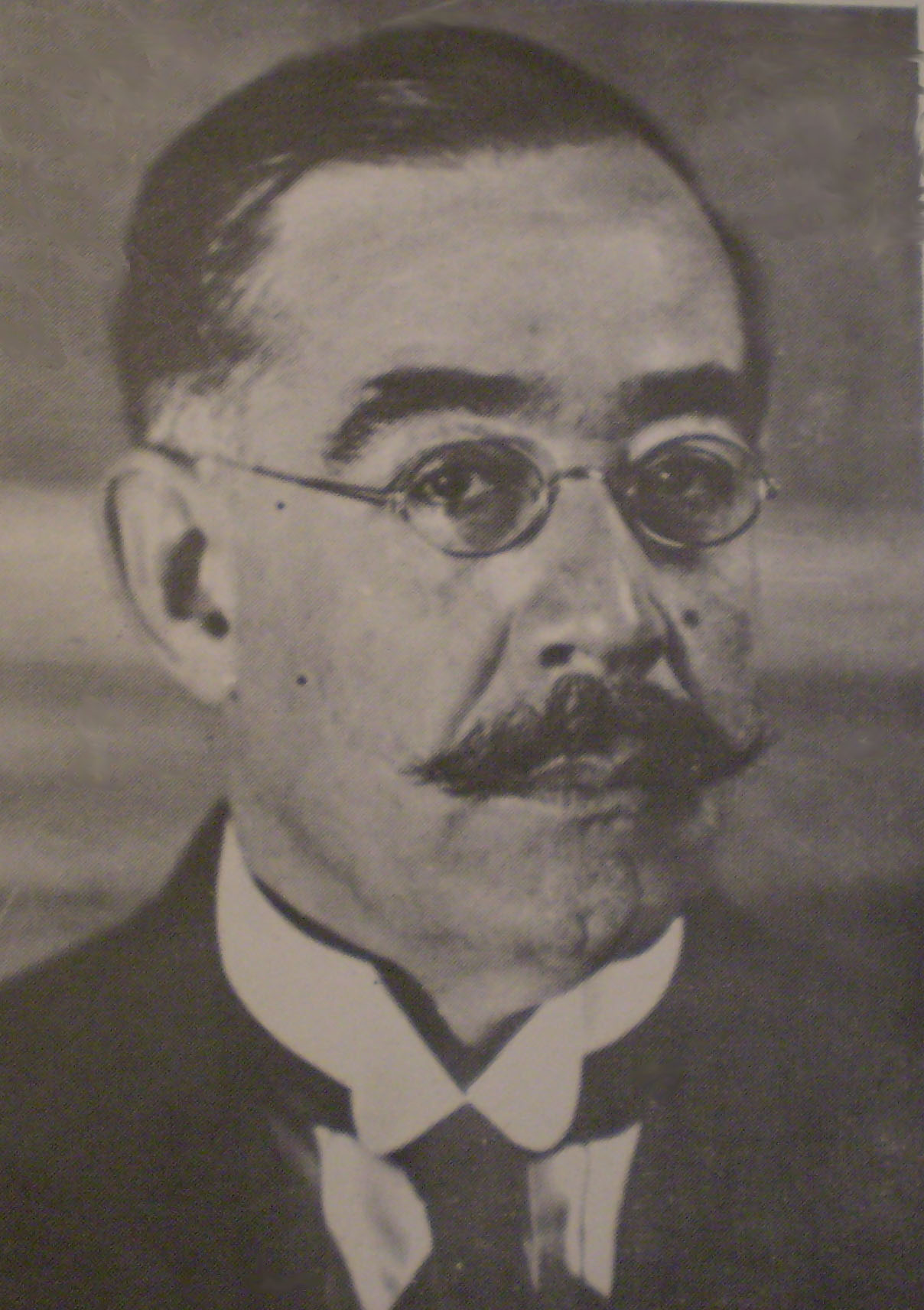
Leopoldo Lugones

La grande letteratura brasiliana del Ventesimo secolo, connessa, specie a partire dal principio della vanguardia, con quelle ispaniche coeve, prende avvio, negli anni Venti-Trenta, con le opere narrative di Erico Verissimo (Caminhos cruzados, Musica ao longe, Um lugar ao sol), quelle del poeta e narratore Oswald de Andrade (1890-1954) (Pau Brasil, Memorias sentimentais de Joao Miramar, Serafim Ponte Grande), il cui Manifesto antropofago esaltava la natura meticcia della cultura brasiliana, e quelle del poeta Carlos Drummond de Andrade (1902-1987), il cui canto raggiunge vertici creativi di valore universale (Procura da poesia).
La rivoluzione messicana ha ispirato molti romanzi, come Los de abajo di Mariano Azuela (1873-1952), un'opera impegnata, influenzata dal realismo socialista che diventò il punto di riferimento per la letteratura messicana per diversi anni, oltreché La sombra del caudillo (1929) di Martín Luis Guzmán (1887–1976). Nel 1940 il romanziere messicano Juan Rulfo (1917-1986) e il guatemalteco Miguel Ángel Asturias (1899-1974) sarebbero stati i precursori del cosiddetto periodo del Boom, la cui caratteristica principale era lo stile del realismo magico.
Nella sua Antología de la poesía modernista, Ángel Crespo (1926-1995) include nel movimento: i messicani Manuel Gutiérrez Nájera, Salvador Díaz Mirón, Luis Gonzaga Urbina, Amado Nervo ed Enrique González Martínez (1871-1952); i colombiani José Asunción Silva (1865-1896), Guillermo Valencia (1873-1943), Porfirio Barba-Jacob (1883-1942); i cubani José Martí e Julián del Casal (1863-1893); gli argentini Leopoldo Díaz e Leopoldo Lugones; gli uruguaiani Julio Herrera y Reissig (1875-1910) e Delmira Agustini (1886-1914); il nicaraguense Rubén Darío; il peruviano José Santos Chocano (1875-1934) e Clemente Palma (1872–1946); il boliviano Ricardo Jaimes Freyre.

### Post modernismo

#### Poesia
La poesia latinoamericana del XX secolo si è spesso basata sull'impegno politico, particolarmente sul modello del premio Nobel cileno Pablo Neruda (1904-1973), del nicaraguense Ernesto Cardenal (1925 - 2020), del salvadoregno Roque Dalton (1935-1975) e del colombiano Germán Pardo García.

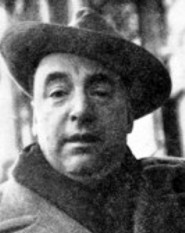
Pablo Neruda

Altri poeti significativi sono il cubano Nicolás Guillén (1902-1989) con la sua poesia afrocubana, gli uruguaiani Mario Benedetti (1920-2009) e Juana de Ibarbourou (1895–1979), la cilena Gabriela Mistral (1889-1957), il messicano Octavio Paz (gli ultimi due entrambi vincitori del premio Nobel), mentre la messicana María Enriqueta Camarillo, fu candidata nel 1951. In Perù di rilievo la cosiddetta Generazione del 60.

#### Prosa
Lo scrittore cubano Alejo Carpentier (1904-1980) conia la definizione di "reale meraviglioso" (Real Maravilloso) per spiegare la realtà latinoamericana. La sua narrativa è permasa di afrocubanismo, ma interconnessa con la cultura europea e americana.
Il romanzo sperimentale dell'argentino Julio Cortázar (1914-1984), Rayuela (Il gioco del mondo, 1963) fu immediatamente pubblicato in Spagna e poi tradotto in inglese. Fra il 1966 e il 1968 Emir Rodríguez Monegal pubblicò la rivista letteraria Mundo Nuevo, un mensile che ebbe un ruolo chiave nel lanciare la narrativa di giovani scrittori come Guillermo Cabrera Infante (1929-2005) o Severo Sarduy (1937-1993). Due capitoli di Cien años de soledad (Cent'anni di solitudine), capolavoro di Gabriel García Márquez (1927-2014), vennero anticipati proprio su Mundo Nuevo. Nel 1967, Cent'anni di solitudine fu pubblicato integralmente e col suo successo segnò l'affermazione a livello mondiale dello stile noto come «realismo magico». L'apice del boom letterario in America Latina è di solito identificato col monumentale romanzo Yo, el supremo (1974) di Augusto Roa Bastos (1917-2005). Altri importanti narratori del periodo sono il già citato scrittore cubano Cabrera Infante e il cileno José Donoso (1924-1996).

### Letteratura contemporanea

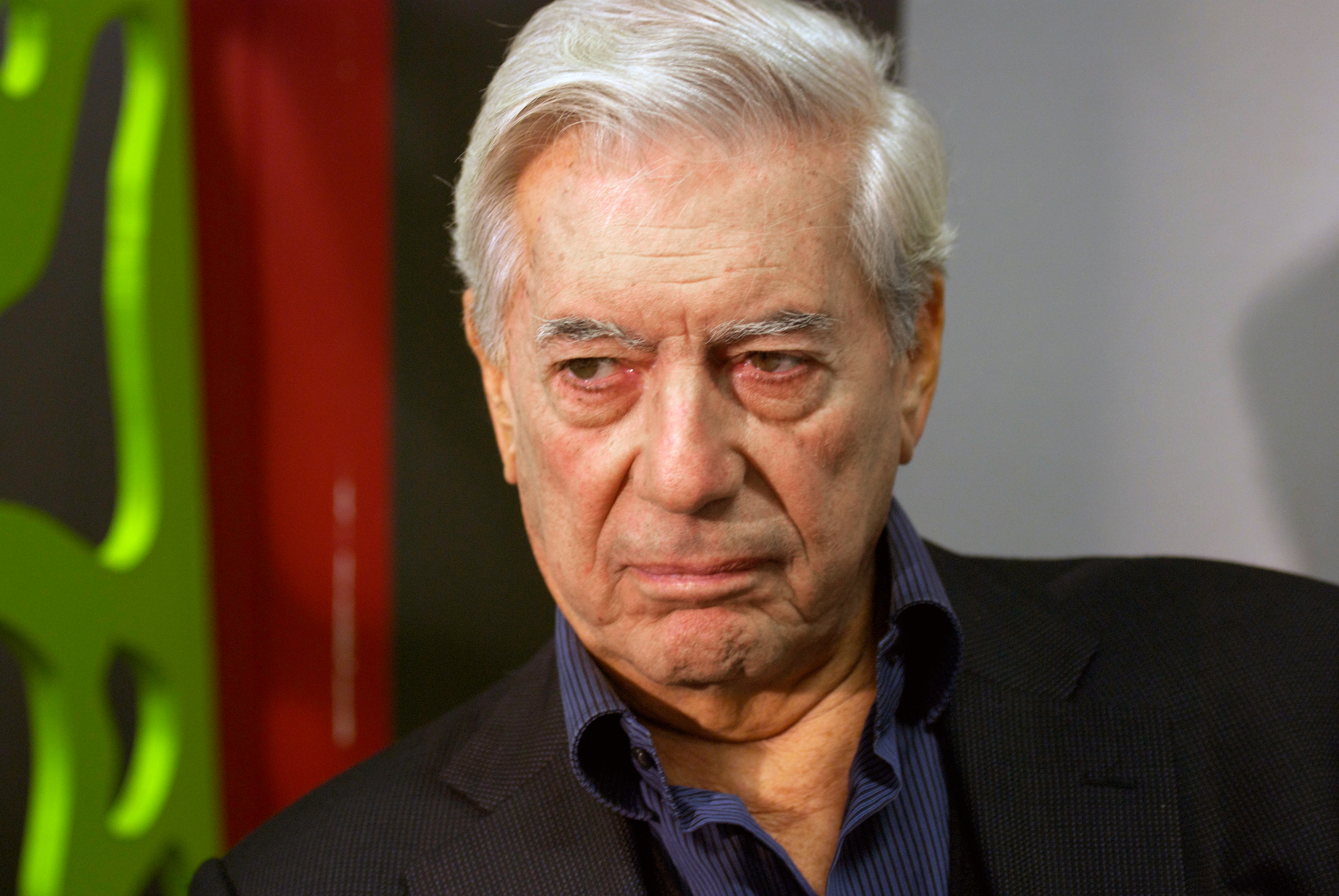
Vargas Llosa nel 2011

L'ultima generazione degli intellettuali ispanoamericani è stata fortemente influenzata dalla rivoluzione castrista a Cuba e dalle dittature militari degli anni '70 e 80 in Cile, Argentina e Paraguay. Per molti vi è anche una stagione in esilio in Europa o in Messico, come Antonio Di Benedetto, Juan Carlos Martini, Ariel Dorfman, Cristina Peri Rossi (1941), Mario Benedetti e Jorge Majfud (1969).
Ma è anche l'esplosione mondiale del romanzo latino americano come fenomeno editoriale, sulla scia dei premi Nobel Garcìa Màrquez e del peruviano Mario Vargas Llosa (1936), con autori come Ricardo Piglia (1941-2017), Paco Ignacio Taibo II (1949), Osvaldo Soriano (1943-1997), Juan José Saer (1937-2005), José Balza (1939), Isabel Allende (1942), Rafael Cadenas (1930), Josè Pacheco, Omar Cabezas, Eugenio Montejo, Luis Sepúlveda (1949 - 2020), Laura Esquivel (1950), e Giannina Braschi (1953).